# Drum național 22B
Der Drum național 22B (rumänisch für „Nationalstraße 22B“, kurz DN22B) ist eine Hauptstraße in Rumänien. Sie bildet die kürzeste Verbindung zwischen den Städten Galați und Brăila.

## Verlauf
Die Straße beginnt in Galați, wo sie vom Drum național 2B (zugleich Europastraße 87) abzweigt. Sie verläuft nach Süden parallel zum linken Ufer der Donau, überquert den Fluss Buzău in der Nähe seiner Mündung in die Donau und endet nach rund 15 km in Brăila am Drum național 22 (Europastraße 87), der hier mittels einer Fähre die Donau quert.